# Bullockia mombazensis
Bullockia mombazensis är en måreväxtart som först beskrevs av Henri Ernest Baillon, och fick sitt nu gällande namn av Razafim., Lantz och Birgitta Bremer. Bullockia mombazensis ingår i släktet Bullockia och familjen måreväxter. Inga underarter finns listade i Catalogue of Life.